# Олександрівська стрічка

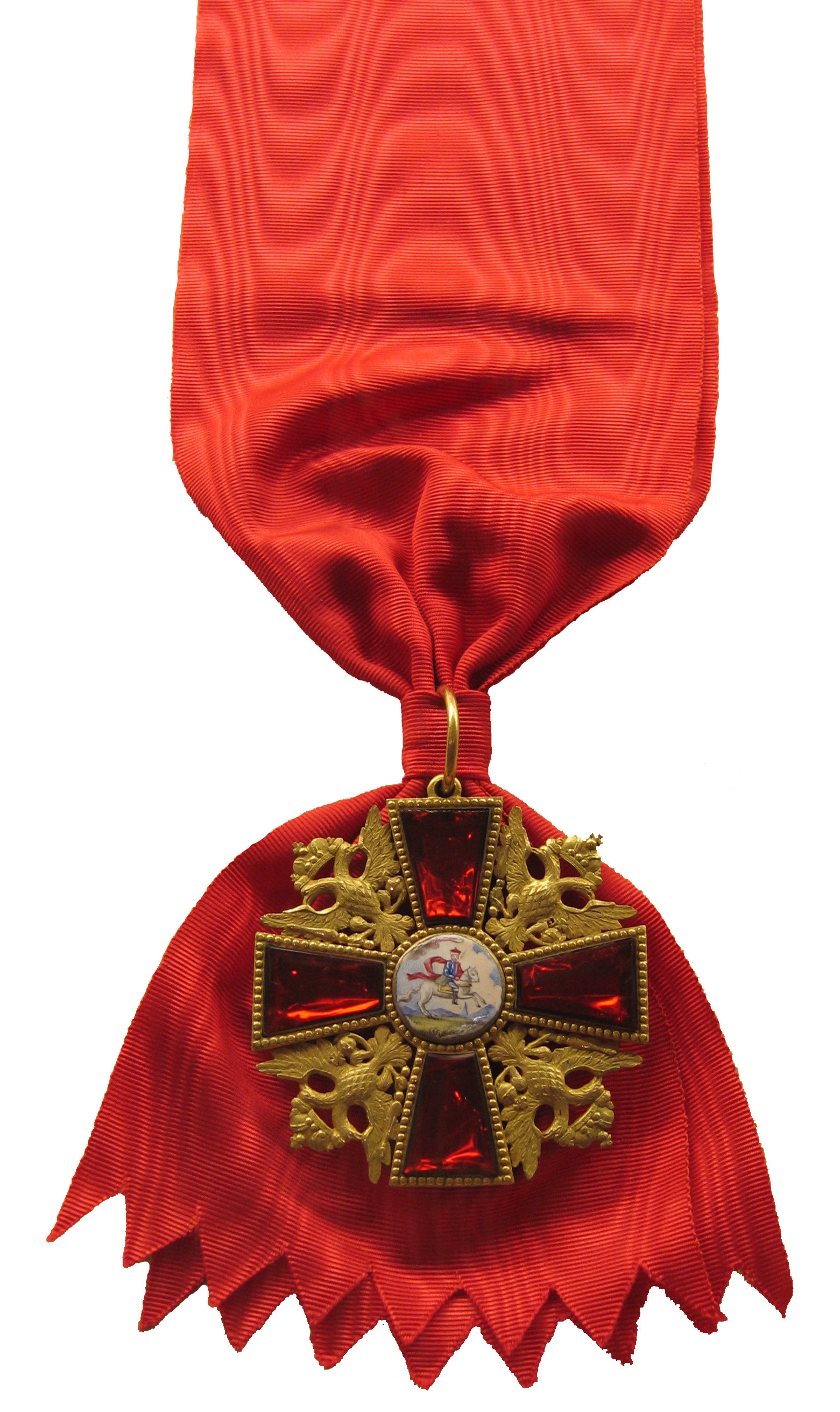
Орден Олександра Невського з орденською стрічкою.

Олекса́ндрівська стрі́чка (рос. Александровская лента) — стрічка червоного кольору, яка є орденською стрічкою російського Ордена Олександра Невського.
Також набула поширення серед російської геральдики, найчастіше на гербах міст Російської імперії:
- Стрічка червоного кольору — на гербах областей, градоначальств і повітових міст.
- Стрічка з двома золотими молотками — для промислових міст.
- Стрічка з двома золотими колосками — для міст із добре розвиненим сільським господарством і торгівлею.
- Стрічка з двома золотими якорями — для приморських міст.
- Стрічка з двома золотими виноградними лозами — для міст з традиціями виноробства.
- Стрічка з двома срібними кірками — для міст із розвиненим гірським промислом.
- Стрічка з двома знаменами, прикрашеними Імператорським орлом — для фортець.

Олександрівська стрічка на гербах деяких міст України у складі колишньої Російської імперії:

Герб Чернігова (1859—1919) (проєкт Кене).
Герб Городні (1865) (проєкт Кене).
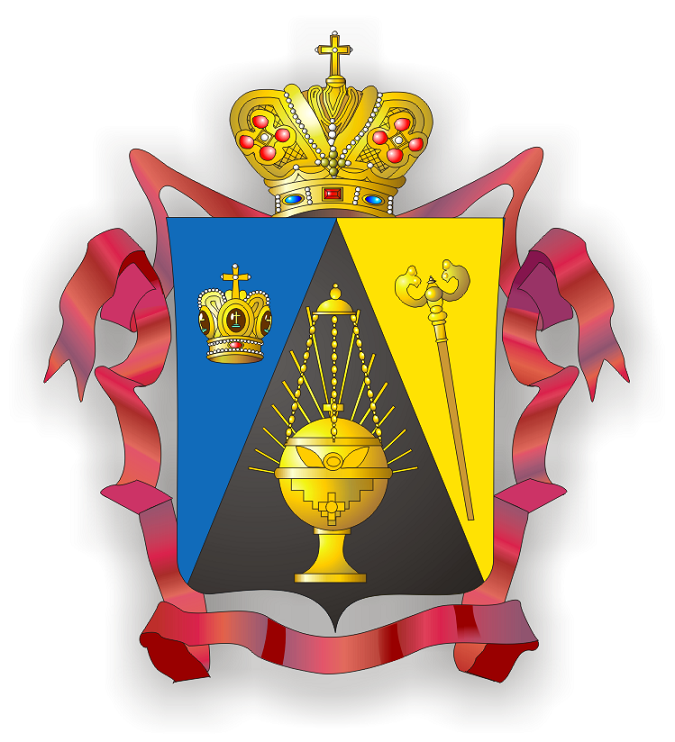
Герб Миколаєва (1803).